# Stephan Keller (voetballer)
Stephan Keller (Zürich, 31 mei 1979) is een voormalig Zwitsers betaald voetballer die bij voorkeur centraal in de verdediging speelde. Hij tekende in juli 2011 een tweejarig contract bij Willem II, dat hem transfervrij overnam van Sydney FC.. Na het beëindigen van zijn carrière werkte hij vier jaar in de jeugdopleiding van NAC Breda. Hij is de huidige hoofdtrainer van FC Aarau.

## Clubcarrière
In het seizoen 1999/2000 maakt hij zijn opwachting in het professionele voetbal bij Xamax Neuchâtel. Hierna speelt hij achtereenvolgens voor FC Zürich, SC Kriens, FC Aarau en Rot-Weiss Erfurt waarna de drievoudig Zwitserse international bij RKC Waalwijk belandde. In de zomer van 2006 lijkt hij te verkassen naar ADO Den Haag en het Portugese Marítimo Funchal maar beide transfers ketsen op het laatste moment af. Uiteindelijk heeft hij gekozen voor De Graafschap. Na degradatie aan het eind van het seizoen 2008-2009 gaf Keller te kennen in de eredivisie te willen blijven voetballen. Toen dat niet lukte vertrok hij na vier jaar uit Nederland. Hij ging in Australië spelen bij de club Sydney FC. In juli 2011 tekende hij een tweejarig contract bij Willem II na een uitstekende proefperiode. In augustus 2012 werd bekend dat Keller zijn contract bij Willem II heeft laten ontbinden.

## Interlandcarrière
Keller speelde drie interlands voor Zwitserland. Hij maakte zijn debuut op 21 augustus 2002 in een vriendschappelijke wedstrijd in Bazel tegen Oostenrijk, die met 3-2 gewonnen werd dankzij doelpunten van Hakan Yakin, Alexander Frei en Murat Yakin. Keller viel in de slotminuut in voor laatstgenoemde.

## Clubstatistieken
| Seizoen | Club            | Land                 | Competitie     | Duels | Goals |
| ------- | --------------- | -------------------- | -------------- | ----- | ----- |
| 1999/01 | Neuchâtel Xamax | Vlag van Zwitserland | Super League   | 63    | 1     |
| 2001/02 | Kriens          | Vlag van Zwitserland | Super League   | 10    | 1     |
| 2002/04 | Zürich          | Vlag van Zwitserland | Super League   | 61    | 3     |
| 2004    | → Aarau         | Vlag van Zwitserland | Super League   | 12    | 0     |
| 2004/05 | Rot-Weiß Erfurt | Vlag van Duitsland   | 3. Liga        | 19    | 2     |
| 2005/07 | RKC             | Vlag van Nederland   | Eredivisie     | 47    | 3     |
| 2007/09 | De Graafschap   | Vlag van Nederland   | Eredivisie     | 39    | 3     |
| 2010/11 | Sydney          | Vlag van Australië   | A-League       | 29    | 1     |
| 2011/12 | Willem II       | Vlag van Nederland   | Eerste Divisie | 17    | 1     |
| Totaal  | Totaal          | Totaal               | Totaal         | 341   | 17    |

## Erelijst
Sydney FC
- Kampioenschap A-League: 2009/10
- Premiership A-League: 2009/10